# Adrien de Wignacourt
Pour les articles homonymes, voir Wignacourt et Adrien de Wignacourt (homonymie).
Adrien de Wignacourt est le 63e grand maître des Hospitaliers de l'ordre de Saint-Jean de Jérusalem.

## Sources bibliographiques
- Bertrand Galimard Flavigny (2006) Histoire de l'ordre de Malte, Perrin, Paris